# 호프만 제거
호프만 제거(Hofmann elimination)는 완전 메틸화(exhaustive methylation)라고도 불리며 이 반응은 3차 아민(tertiary amine)과 알켄(alkene)을 얻기 위하여 충분한 메틸 아이오다이드(methyl iodide)를 처리하고, 산화 은(silver oxide)과 물과 열을 처리하여 4차 아민(quaternary amine)을 반응시킨다.
호프만 제거
호프만 완전 메틸화(exhaustive methylation)